# Waldo Ponce
Waldo Alonso Ponce Carrizo (* 4. Dezember 1982 in Los Andes) ist ein ehemaliger chilenischer Fußballspieler, der als Abwehrspieler auch in der Nationalmannschaft eingesetzt wurde.

## Karriere

### Verein
Ponce begann seine Karriere 2001 beim chilenischen Top-Klub CF Universidad de Chile. Durch gute Leistungen machte er bald auch europäische Teams auf sich aufmerksam. Bereits 2003 kam es zum Leihgeschäft zwischen Universidad und dem VfL Wolfsburg. Sein Debüt in der Bundesliga gab Ponce am 6. Spieltag der Saison 2003/04, als ihn Trainer Jürgen Röber im Spiel gegen den 1. FC Köln in der 76. Minute für Fernando Baiano einwechselte. Es folgten vier weitere Ligaauftritte und ein Einsatz im DFB-Pokal für den Defensivspieler, ehe es ihn im Sommer 2005 wieder nach Chile zog. In allen Partien für die Wölfe wurde Ponce eingewechselt und kam auf insgesamt nur 81 Spielminuten. Nach seiner Rückkehr etablierte sich Ponce wieder bei Universidad und wurde erneut Stammspieler. 2005 schaffte die Mannschaft den Einzug in das Finale um die Clausura, musste sich aber gegen CD Universidad Católica geschlagen geben. Da in der regulären Spielzeit und Verlängerung kein Sieger feststand, wurde das Spiel durch Elfmeter entschieden, wobei Ponce den entscheidenden verschoss und sein Team damit die Partie verlor.
2008 zog es den Verteidiger erneut ins Ausland, blieb aber in Südamerika und unterzeichnete bei CA Vélez Sársfield in Argentinien. Wegen einiger Verletzungen kam Ponce zu Beginn nur zu wenig Spielpraxis. Nachdem Hernán Pellerano den Verein verließ, verbesserte sich seine Situation und Ponce wurde Stammspieler während der Hinrunde 2008/09. Nach einer Verletzung während eines Spiels mit der Nationalmannschaft verlor der Defensivspieler seinen Platz an Nicolás Otamendi, der ihn als Innenverteidiger ablöste. Nachdem Otamendi gute Leistungen zeigte und sogar in den Kader der argentinischen Landesauswahl berufen wurde, blieben für Ponce meist nur Einsätze auf ungewohnten Positionen. Am Ende der Spielzeit gewann Sársfield die Clausura. Anfang 2010 wechselte er zu CD O’Higgins, das Ponce zur Saison 2010 in sein Heimatland zu Universidad Católica verlieh. Dort kam er auf sieben Einsätze und kehrte Mitte 2010 zurück. O’Higgins verlieh ihn bis Jahresende an Racing Santander. Nach nur zwei Einsätzen kehrte er zurück.
Anfang 2011 wechselte Ponce zu CD Cruz Azul nach Mexiko. Dort wurde er wieder zur Stammkraft und spielte mit seinem Klub um die Meisterschaft. Im Juli 2012 wurde er für ein halbes Jahr an CF Universidad de Chile ausgeliehen, kam dort jedoch nicht zum Einsatz. Anfang 2013 löste er seinen Vertrag bei Cruz Azul auf und war ein halbes Jahr ohne Verein, ehe er Mitte 2013 zu CF Universidad de Chile zurückkehrte. Dort schaffte er in den folgenden Jahren nicht mehr den Sprung in die Mannschaft. Nach nur zwei Einsätzen verließ er den Klub Mitte 2015 wieder und schloss sich CD Universidad de Concepción an.

### Nationalmannschaft
Ponce gab sein Debüt in der chilenischen Nationalmannschaft 2006 in einer Reihe von Freundschaftsspielen. Sein erstes Länderspiel absolvierte er dabei am 27. April 2006 in einer Partie gegen Neuseeland. Im Jahr darauf wurde er vom damaligen Nationaltrainer Nelson Acosta in den Kader für die Copa América 2007 berufen. Auf Grund einer Verletzung musste Ponce jedoch absagen. In der Folgezeit lief er regelmäßig als Stammspieler auf und qualifizierte sich mit dem Team für die WM 2010 in Südafrika, für die der Defensivspieler im Mai 2010 in den Kader der Chilenen berufen wurde.

## Erfolge
- Argentinische Clausura mit Vélez Sársfield: 2009